# Brendan Sexton III
Brendan Sexton III (* 21. Februar 1980 in Staten Island, New York City) ist ein US-amerikanischer Filmschauspieler.

## Leben
Sexton ist seit 1995 als Film- und gelegentlicher Fernsehdarsteller aktiv. Für sein Debüt in Todd Solondz Willkommen im Tollhaus erhielt er eine Nominierung für den Independent Spirit Award. Hauptrollen spielte er in Hurricane Streets (1997) und Desert Blue (1998). Nebenrollen spielte er in Boys Don’t Cry (1999), Black Hawk Down (2001) und in der Fernsehserie The Killing.
Als Teil des Ensembles von 7 Psychos wurde er 2013 bei den Boston Society of Film Critics Awards ausgezeichnet. Insgesamt wirkte er in über 70 Produktionen mit.

## Filmografie (Auswahl)
- 1995: Willkommen im Tollhaus (Welcome to the Dollhouse)
- 1995: Das Empire Team (Empire Records)
- 1996: Boom
- 1997: The Devil & the Angel
- 1997: Arresting Gena
- 1997: Hurricane Streets
- 1997: A, B, C… Manhattan
- 1998: Myth America
- 1998: Spark
- 1998: John Waters’ Pecker (Pecker)
- 1998: Desert Blue
- 1999: Boys Don’t Cry
- 2000: Muse 6
- 2000: Herschel Hopper: New York Rabbit
- 2001: Session 9
- 2001: Black Hawk Down
- 2003: The Finkel Files
- 2003: It Was Always Me
- 2004: Winter Solstice
- 2005: This Revolution
- 2005: Love, Ludlow
- 2005: Hide and Seek
- 2006: Just Like the Son
- 2006: Der kleine Ausreißer (Little Fugitive)
- 2007: Footsteps
- 2007: In deiner Haut (Si j’étais toi)
- 2007: Neal Cassady
- 2008: Let Them Chirp Awhile
- 2008: The Marconi Bros.
- 2008: Bohica
- 2008: Family Man
- 2009: Eiskalte Verführung (Winter of Frozen Dreams)
- 2009: Pornstar
- 2009: Everybody’s Fine
- 2010: The Runaways
- 2011–2012: The Killing (Fernsehserie, 15 Episoden)
- 2012: 7 Psychos (Seven Psychopaths)
- 2012: Yellow
- 2013: Anklage: Mord – Im Namen der Wahrheit (The Trials of Kate McCall)
- 2013: 7E
- 2015: Welcome to Happiness
- 2017: Three Billboards Outside Ebbing, Missouri
- 2019: Matrjoschka (Russian Doll, Fernsehserie, 6 Folgen)
- 2021: Don’t Breathe 2
- 2023: God Is a Bullet
- 2025: Poker Face (Fernsehserie, Folge 2x08)